# Institut Max-Planck de biologie des infections
L'Institut Max-Planck de biologie des infections (en allemand : Max-Planck-Institut für Infektionsbiologie), abrégé en MPIIB est un institut de recherche extra-universitaire de la Société Max-Planck pour le développement des sciences situé Berlin-Mitte. Il a été fondé en 1993. Le directeur exécutif est, en 2020, Arturo Zychlinsky.

## Description
L'institut utilise des approches multidisciplinaires de la biologie des infections, comprenant des concepts et des méthodologies de génétique moléculaire, d'immunologie, de biologie cellulaire, d'épidémiologie, de recherche clinique et de chimie des protéines. L'Institut encourage les applications de ses recherches afin d'ouvrir la voie à la conception de mesures rationnelles de contrôle des maladies infectieuses.
L'Institut comporte dix groupes de recherche et un groupe émérite, du directeur fondateur Stefan H. E. Kaufmann. Le département intitulé « Régulation de la biologie des infections » dirigé par Emmanuelle Charpentier a été transformé en un groupe de recherche séparé en 2018. Le groupe de recherche sur la sciences des pathogènes est indépendant de l'Institut. En octobre 2019 Igor Iatsenko et Matthieu Domenech de Cellès ont débuté leurs travaux comme directeurs de départements ; Mark Cronan est depuis mars 2020 directeur de département à l'Institut. D'autres groupes de recherche sont en cours de constitution (en 2020).

## Groupes et thèmes de recherche
Groupe de biologie moléculaire (direction : Thomas F. Meyer). Le département traite de la pathogenèse des infections par chlamydiaceae, helicobacter et neisseria. Un accent particulier est mis sur les mécanismes moléculaires d'interaction de ces pathogènes avec leurs cellules hôtes et les réponses des cellules hôtes. La génomique fonctionnelle de la cellule hôte au moyen de l'interférence par ARN est particulièrement étudiée.
Groupe de microbiologie cellulaire (direction : Arturo Zychlinsky). Les recherches du groupe portent sur une éventuelle fonction immunitaire des chromatines eucaryotes . Les principaux sujets sont les granulocytes neutrophiles NETs (pour Neutrophil Extracellular Traps) découverts par le groupe de recherche et l'étude du rôle des histones dans le système immunitaire.
Groupe de recherche sur la biologie des vecteurs (direction : Elena Levashina). Les principaux thèmes d'étude de l'unité portent sur les aspects écologiques et évolutifs du système immunitaire des moustiques anophèles en relation avec la transmission du paludisme. Pour répondre à ces questions, l'unité développe des projets dans les domaines des mécanismes moléculaires des réponses immunitaires des moustiques, des interactions entre les réponses immunitaires et la physiologie des moustiques  et des interactions des moustiques avec les parasites plasmodium et d'autres microbes - tant externes qu'internes - acquis au cours de leur cycle de vie.
Groupe de visualisation de la signalisation immunologique (direction : Marcus Taylor). Ce groupe tente de déchiffrer la transmission d'informations cellulaires dans le contexte des infections et des réponses immunitaires.
Groupe Genetics of Host-Microbe Interactions (direction : Igor Iatsenko). Ce groupe étudie les relations hôte-pathogène chez la drosophile. Il se concentre sur les mécanismes par lesquels les microorganismes pathogènes provoquent des maladies et sur la manière dont les troubles des microbes dits bénéfiques affectent la santé de la mouche.
Groupe Infectious Disease Epidemiology (direction : Matthieu Domenech de Cellès). Le groupe de recherche étudie la biologie des populations de maladies infectieuses afin de comprendre comment les mécanismes d'infection individuels développent une dynamique au niveau de la population.
Groupe In vivo cell biology of infections (direction : Mark Cronan). Le groupe étudie comment les granulomes se développent dans le contexte des infections de la tuberculose et comment les organismes hôtes peuvent être protégés contre les infections par des thérapies dites « dirigées par l'hôte ».
Groupe Biologie du parasite du paludisme (direction : Silvia Portugal). Ce groupe étudie les interactions complexes entre plasmodium falciparum et son hôte dans un environnement qui change selon les saisons. Pour répondre à ces questions, il utilise des échantillons longitudinaux recueillis au Mali grâce à une collaboration étroite avec le NIAID (Institut national des allergies et des maladies infectieuses) au NIH et l'ICER du Mali (Centre international d'excellence en recherche) à Bamako.
Groupe Evolutionary Pathogenomics (direction : Felix M. Key). « The Key lab will open in September 2020 ».
Groupe Innate Immune Regulation (direction : Olivia Majer). « Olivia Majer will start her Position at MPIIB on October 1st, 2020 ».
Groupe émérite de Stefan H. E. Kaufmann ; il se consacre à divers aspects de l'infection et de l'immunologie de la tuberculose] ainsi qu'à la recherche rationnelle de vaccins.

## International Max Planck Research School(IMPRS)
L'Institut participe à la International Max Planck Research School for Infectious Diseases and Immunologie de Berlin beteiligt. La IMPRS est une graduate school en langue anglaise, à laquelle participent l'université libre de Berlin, l'université Humboldt de Berlin, l'Institut Robert-Koch, le centre allemand de recherche sur la polyarthrite et l'institut Leibniz pour la recherche sur la faune sauvage et de zoo. Cette IMPRS forme, avec cinq autres écoles doctorales, la ZIBI Graduate School Berlin. L'objectif de l'IMPRS est de contribuer à « une meilleure compréhension des interactions entre hôtes et pathogènes à tous les niveaux ». L'interlocuteur de l'IMPRS est Arturo Zychlinsky.